# استخبارات التوقيع والقياس الجيوفيزيائي
استخبارات التوقيع والقياس الجيوفيزيائي هو فرع لاستخبارات التوقيع والقياس الذي يشمل ظواهر تنتقل عبر الأرض (الأرض والمياه والغلاف الجوي) وهياكل من صنع الإنسان تتضمن الأصوات المنبعثة أو المنعكسة وموجات الضغط والاهتزازات والمجال المغناطيسي أو اضطرابات الأيونوسفير.
وفقاً لوزارة الدفاع في الولايات المتحدة، فإن استخبارات التوقيع والقياس عبارة عن استخبارات مستمدة من الناحية التقنية (باستثناء الصور التقليدية- الاستخبارات التصويرية- واستخبارات الإشارات) والتي عند جمعها ومعالجتها وتحليلها بواسطة أنظمة استخبارات توقيع وقياس مخصصة تؤدي إلى معلومات استخبارية تكتشف أو تتعقب أو تحدد أو تصف التواقيع (السمات المميزة) للمصادر المستهدفة الثابتة أو الديناميكية. اعتُرف باستخبارات التوقيع والقياس كنظام استخبارات رسمي عام 1986. توصف استخبارات التوقيع والقياس بطريقة أخرى على أنها نظام «غير حرفي». فهي تتغذى على الإصدارات الثانوية غير المقصودة للهدف، «المسالك» -الطيفية، الكيميائية أو الترددات الراديوية التي يتركها الكائن خلفه. تشكل هذه المسالك توقيعات مميزة، والتي يمكن استغلالها كأداة تمييز موثوق بها لوصف أحداث معينة أو الكشف عن أهداف خفية.
كما هو الحال مع العديد من فروع استخبارات التوقيع والقياس، ربما تتداخل تقنيات محددة مع التخصصات المفاهيمية الستة الرئيسية لاستخبارات التوقيع والقياس التي حددها مركز دراسات وأبحاث استخبارات التوقيع والقياس، والذي يقسم استخبارات التوقيع والقياس إلى أنظمة كهروضوئية ونووية وجيوفيزيائية ورادار ومواد والترددات الراديوية.

## المتطلبات العسكرية
تملك أجهزة الاستشعار الجيوفيزيائية تاريخاً طويلاً في التطبيقات العسكرية والتجارية التقليدية، من التنبؤ بالطقس للإبحار إلى اكتشاف الأسماك للمصايد التجارية والتحقق من حظر التجارب النووية. تحديات جديدة تستمر في الظهور على أية حال.
بالنسبة للقوات العسكرية الأولى في العالم المعارضة للجيوش التقليدية الأخرى، يوجد افتراض بأنه إذا كان يمكن تحديد موقع الهدف فبالتالي يمكن تدميره. نتيجةً لذلك اكتسب التمويه والخداع أهمية جديدة. حظيت الطائرات ذات قابلية الملاحظة المنخفضة «الشبح» باهتمام كبير، وتتميز تصميمات السفن السطحية الجديدة بتخفيض قابلية الملاحظة. ينتج التشغيل في البيئة الساحلية المربكة قدراً كبيراً من التداخل المخفي.
بطبيعة الحال، يشعر أعضاء طاقم الغواصة أنهم اخترعوا قابلية الملاحظة المنخفضة، ويتعلم الآخرون منهم ببساطة. إنهم يعرفون أن التعمق أو على الأقل الهدوء والاختباء بين السمات الطبيعية، يجعل من الصعب للغاية اكتشافهم.
تمثل عائلتان من التطبيقات العسكرية، من بين العديد منها، تحديات جديدة يمكن من خلالها تجربة استخبارات التوقيع والقياس الجيوفيزيائي.

### هياكل مدفونة بعمق
من بين أسهل الطرق لحماية الدول لأسلحة الدمار الشامل ومواقع القيادة وغيرها من الهياكل الحساسة دفنها بعمق، وربما توسيع الكهوف الطبيعية أو المناجم المهجورة. ليس الدفن العميق وسيلة للحماية من أي هجوم بدني، حتى لو لم تستخدم الأسلحة النووية، يوجد قنابل دقيقة موجهة بدقة يمكنها مهاجمتها.
لذلك، فإن العثور على هياكل مدفونّة بعمق هو مطلب عسكري هام. الخطوة الأولى المعتادة في إيجاد بنية عميقة هي الاستخبارات التصويرية، خاصةً باستخدام مستشعرات الاستخبارات التصويرية الفائقة الطيفية للمساعدة في إزالة التمويه. «يمكن أن تساعد الصور الفائقة الطيفية في الكشف عن المعلومات التي لا يمكن الحصول عليها من خلال أشكال أخرى للاستخبارات التصويرية مثل محتوى الرطوبة في التربة. يمكن أن تساعد هذه البيانات أيضاً في تمييز شبكات التمويه عن الغطاء الورقي الطبيعي». ومع ذلك، يكون من الصعب للغاية العثور على منشأة محفورة تحت مدينة مزدحمة أثناء البناء. عندما يعلم الخصم أنه يشتبه في وجود منشأة مدفونة بعمق، يمكن أن يكون هناك مجموعة متنوعة من الفخاخ والاغراءات، مثل مصادر الحرارة المدفونة للتشويش أجهزة استشعار الأشعة تحت الحمراء، أو مجرد حفر الثقوب وتغطيتها دون أي شيء في الداخل.
يبدو أن استخدام استخبارات التوقيع والقياس للمستشعرات الصوتية والزلزالية والمغناطيسية يبشر بالخير، ولكن يجب أن تكون هذه المستشعرات قريبة جداً من الهدف. يستخدم كاشف الشذوذ المغناطيسي في الحرب ضد الغواصات، من أجل التمركز النهائي قبل الهجوم. يؤكَد وجود الغواصة عادةً من خلال الاستماع السلبي وتكرارها بأجهزة استشعار الاتجاه السلبي والسونار النشط.
بمجرد فشل هذه المستشعرات (وكذلك الاستخبارات البشرية ومصادر أخرى)، يوجد وعد بمسح مساحات واسعة ومنشآت مخفية بعمق باستخدام مستشعرات تتعلق بالجاذبية. مستشعرات الجاذبية مجال جديد، لكن المتطلبات العسكرية تجعلها مهمة في حين أن التكنولوجيا اللازمة للقيام بذلك أصبحت ممكنة.

### العمليات البحرية في المياه الضحلة
في التطبيقات البحرية «المياه الخضراء» و «المياه البنية» اليوم، تبحث القوات البحرية في حلول استخبارات التوقيع والقياس لمواجهة التحديات الجديدة للعمل في المناطق الساحلية من العمليات. وجدت هذه الندوة أنه من المفيد النظر إلى خمسة مجالات تكنولوجية، وهي مثيرة للاهتمام على النقيض من الفئات المقبولة عموماً في استخبارات التوقيع والقياس: الصوتيات والجيولوجيا والجيوديسيا/ الرواسب/ النقل، والكشف غير الصوتي (البيولوجيا / البصريات / الكيمياء)، علم المحيطات الفيزيائي، الأرصاد الجوية الساحلية، والكشف الكهرومغناطيسي.
على الرغم من أنه من غير المحتمل وجود معارضة أخرى على غرار الحرب العالمية الثانية تهبط على شاطئ محصن، جانب آخر من الساحل هو القدرة على الاستجابة لفرص الحرب البرمائية. بقي اكتشاف ألغام المياه الضحلة وشواطئ البحر يمثل تحدياً، نظراً لأن حرب الألغام قاتلة «سلاح الرجل الفقير».
في حين أن الهبوط الأولي من قوة بحرية سيكون من طائرات هليكوبتر أو طائرات تايلتروتور، مع حومات تنقل معدات أكبر إلى الشاطئ أو طائرات الهبوط التقليدية أو الجسور المحمولة أو غيرها من المعدات الضرورية في النهاية لنقل المعدات الثقيلة عبر الشاطئ. يمكن أن يمنع عمق المياه الضحلة والعقبات الطبيعية تحت الماء وصول هذه الأدوات والمعدات إلى الشاطئ، ويمكن أن يمنعها ألغام المياه الضحلة. رادار الفتحة التركيبية وكاشف الليزر المحمول جواً وتحديد المدى واستخدام تلألؤ بيولوجي للكشف عن مسالك أثر السفينة حول العقبات تحت الماء، كلها أمور تساعد في حل هذا التحدي.
ينطوي الانتقال إلى الشاطئ وعبره على تحدياته الخاصة. ربما تكون المركبات المشغلة عن بُعد قادرة على تعيين طرق الهبوط، وبالإضافة لذلك ربما يتمكنون من كشف المياه الضحلة باستخدام كاشف الليزر المحمول جواً وتحديد المدى والتصوير المتعدد الأطياف. ينبغي على التربة أن تدعم المعدات الثقيلة حالما تكون على الشاطئ. تتضمن التقنيات هنا تقدير نوع التربة من التصوير متعدد الأطياف، أو من جهاز اختراق الهواء الذي يقيس فعلياً قدرة التحميل على السطح.

## الطقس والاستخبارات البحرية (استخبارات القياس والتوقيع)
استخدم علم وفن التنبؤ بالطقس أفكار القياس والتوقيع للتنبؤ بالظواهر، قبل وقت طويل من وجود أي مستشعرات إلكترونية. ربما لا يوجد لدى أسياد السفن الشراعية أداة أكثر تطوراً من الإصبع المبلل الذي رفع إلى الريح، ورفرفة الأشرعة.
معلومات الطقس، في سياق العمليات العسكرية العادية، لها تأثير كبير على التكتيكات. يمكن أن تغير الرياح العاتية والضغوط المنخفضة مسارات المدفعية. تتطلب درجات الحرارة العالية والمنخفضة حماية خاصة لكل من الأشخاص والمعدات. ومع ذلك يمكن أيضاً قياس جوانب الطقس ومقارنتها بالتوقيع لتأكيد أو رفض نتائج المستشعرات الأخرى.
أحدث ما في الأمر هو دمج بيانات الأرصاد الجوية والأوقيانوغرافية والصوتية في مجموعة متنوعة من طرق العرض.